# Ed Gomes
Edwin A. Gomes (New Bedford, 25 de febrero de 1936-Bridgeport, 22 de diciembre de 2020) fue un político estadounidense, miembro demócrata del Senado del estado de Connecticut, representando al distrito 23. Fue elegido miembro de la cámara en una elección especial el 24 de febrero de 2015 y se desempeñó hasta 2019. Anteriormente se desempeñó en la cámara de comercio, en representación del mismo distrito, desde noviembre de 2005 hasta enero de 2013.

## Biografía
Gomes sirvió en el ejército de los Estados Unidos de 1958 a 1963, luego trabajó como obrero / recocido para Carpenter Steel de 1963 a 1977 y fue representante internacional del Distrito 1 para United Steelworkers of America.

### Carrera política
Trabajo en el Concejo Municipal de Bridgeport de 1983 a 1989 y desde 1999 a 2005. Fue elegido para el Senado de Connecticut en 2004, sirviendo de 2005 a 2013. Después de perder las primarias demócratas en 2012 contra Andrés Ayala, decidió postularse nuevamente en las elecciones especiales de principios de 2015, pero el liderazgo demócrata decidió ceder la nominación a otra persona. Sin embargo, el Partido de las Familias Trabajadoras local le dio su lugar en la boleta y fue elegido con el 49 % de los votos en una carrera a tres bandas, convirtiéndose en el primer candidato del partido fuera del estado de Nueva York en ganar un cargo.
Junto con el republicano Prasad Srinivasan y la demócrata Minnie González, fue uno de los tres únicos miembros del Comité Judicial que votaron en contra de la reconfirmación de 2018 de la controvertida jueza de la corte de familia Jane B. Emons, quien terminó sin ser reconfirmada a pesar del voto positivo del comité.

### Fallecimiento
El 13 de diciembre de 2020, Gomes sufrió graves lesiones en la cabeza durante un accidente automovilístico en Bridgeport, por las cuales el 22 de diciembre del mismo año falleció, a los 84 años de edad.